# Rhyniella praecursor
Genre
Espèce
Rhyniella praecursor, unique représentant du genre fossile monotypique Rhyniella, est une espèce fossile de collemboles de la famille des Isotomidae.

## Distribution
Cette espèce a été découverte à Rhynie en Écosse. Elle date du Praguien du Dévonien inférieur,,.
Il est considéré comme le plus ancien collembole et hexapode connu, datant d'environ 410 millions d'années.

## Classification
En 1926, la description de cette espèce inclut les éléments qui seront décrits comme Rhyniognatha hirsti par Tillyard en 1928.

### Publication originale
- [1926] (en) Stanley Hirst et Samarendra Maulik, « On some Arthropod Remains from the Rhynie Chert (Old Red Sandstone) », Geological Magazine, vol. 63, no 2,‎ février 1926, p. 69-71 (ISSN 0016-7568, e-ISSN 1469-5081, DOI 10.1017/S0016756800083692 , Bibcode 1926GeoM...63...69H, S2CID 129777833). .